# Sataro Fukiage
Sataro Fukiage (吹上 佐太郎, Fukiage Satarō, février 1889 - 28 septembre 1926) était un violeur et un tueur en série japonais. Il a tué au moins sept adolescentes. Il a assassiné sa première victime en 1906, et a tué six filles entre 1923 et 1924. Il a été jugé pour trois de ces six cas, mais son nombre exact de victimes reste inconnu.
Il a violé un certain nombre de femmes sans compter les victimes de meurtre. Selon une théorie, il aurait violé au moins 93 filles et environ 100 femmes. Quelques évaluations indiquent qu'il aurait violé plus d'une centaine de femmes.

## Enfance
Sataro Fukiage est né dans l'arrondissement de Shimogyō-ku à Kyoto. Dès l'âge de huit ans, sa famille l'oblige à travailler. Il a fréquemment changé de travail. À l'âge de 11 ans, il a eu une relation sexuelle avec une fille de 17 ans, ce qui lui vaut de perdre son travail. À 12 ans, il a été arrêté pour vol. Durant les deux mois qu'il passe en prison, Sataro Fukiage a appris les kana et les mathématiques. Peu après sa libération, il est de nouveau arrêté pour vol, et il étudie le chinois en prison.
À 17 ans, Satara Fukiage eut une relation sexuelle avec une femme de 54 ans. Il viola la fille de cette dernière, âgée de 11 ans, ainsi que quelques jeunes filles qui vivaient dans leur voisinage.

## Premier meurtre et emprisonnement
Il commet son premier meurtre le 24 septembre 1906: il viole et assassine une fillette de 11 ans à Kinkaku-ji. La victime était une vieille connaissance. Il avait 18 ans, mais seulement 17 ans selon le système d'âge occidental. En prison, Sataro Fukiage étudia les travaux de Confucius, de Mencius, de Socrates, d'Aristote et de Nichiren. Il a été libéré en 1922 et a trouvé un emploi, mais il était encore bouillant à cause de son histoire criminelle. En avril 1923, il a été arrêté pour avoir molesté une fille âgée de quatre ans, mais il a été libéré.

## Meurtres et arrestations
Entre juin 1923 et avril 1924, il a violé et a assassiné six filles, âgées de 11 à 16 ans. Il a été arrêté le 28 juillet 1924. Il a reconnu 13 meurtres, mais il est revenu plus tard sur son histoire, et a insisté sur le fait qu'il avait assassiné seulement six filles. Il a écrit un livre, la rue (娑婆, Shaba). Il a été condamné à la mort le 17 mai 1925. La cour supérieure a confirmé sa peine de mort le 2 juillet 1926.

## Exécution
Il a été exécuté par pendaison le 28 septembre 1926. Les médias ont signalé qu'il est mort noblement, à la différence de beaucoup de prisonniers. Dans son livre, il a demandé que les parents prennent soin de leurs enfants.